# Josephine Baker
Joséphine Baker (Saint Louis, 3. lipnja 1906. – Pariz, 12. travnja 1975.), pravim imenom Freda Josephine McDonald, američko-francuska revijska pjevačica, plesačica i glumica. Od 1937. godine francuska državljanka.
Karijeru započela 1925. godine kada dolazi u Francusku kao članica crnačke plesne trupe Revue Negre. Ova crna pjevačica neobuzdana temperamenta već je 1930. debitirala u Casino de Paris, nastupala u Folies Bergèreu te ubrzo postala "caricom" Moulin Rougea. Bliska prijateljica Édith Piaf gostovala je u brojnim europskim gradovima, pa i u Zagrebu. Njezine šansone postigle su svjetsku popularnost, a kao proturasistička aktivistica, okupljala je i uzdržavala napuštenu djecu raznih rasa. Napisala Uspomene 1949. godine. Zadnji put nastupila u Bobinou 1975. slaveći 50 godina od prvog nastupa. Umrla je par dana kasnije u snu od moždanog krvarenja. Pokopana je u Monte Carlu.